# Anton Juljewitsch Simon

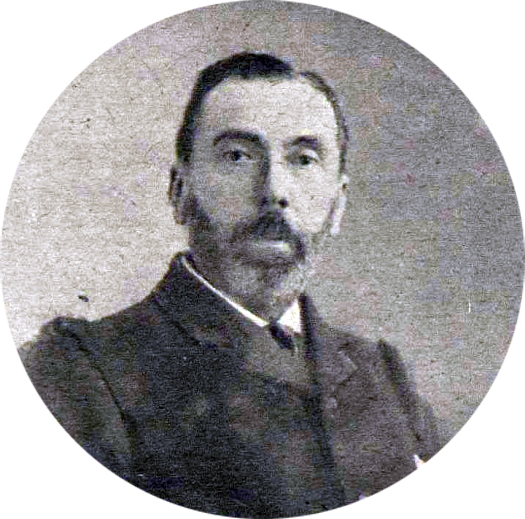
Anton Juljewitsch Simon

Anton Juljewitsch Simon (Антон Юльевич Симон, eigentlich Antoine Simon; * 25. Juli 1850 (nach anderen Angaben: 5. August 1850) in Paris; † 19. Januarjul. / 1. Februar 1916greg. in Moskau) war ein russischer Komponist französischer Herkunft.

## Leben
Simon studierte Klavier bei Antoine François Marmontel und Komposition bei Jules Duprato, angeblich am Conservatoire de Paris, möglicherweise aber auch nur als Privatschüler, da er in den Akten des Konservatoriums nicht nachweisbar ist. 1871 ging er nach Moskau, wo er die russische Staatsbürgerschaft annahm und Kapellmeister am Theater Bouffe wurde. Ab 1891 unterrichtete er Klavier an der Musikschule der Moskauer Philharmonischen Gesellschaft. 1897 wurde er zum Superintendenten der Moskauer Kaiserlichen Theater ernannt.
Zu Simons wichtigsten kompositorischen Hinterlassenschaften zählen seine Ballette, die er in Zusammenarbeit mit dem Choreografen Alexander Alexejewitsch Gorski schuf.

## Werke
Bühnenwerke
- Rolla (Alexander Newski), Oper 5 Akte op. 40 (1892 Moskau)
- Pesn’ toržestvujuščej ljubvi (Das Lied der triumphierenden Liebe; Nikolaj Vil’de nach Iwan Turgeniew), Oper 3 Akte, 4 Bilder op. 46 (1897 Moskau)
- Rybaki (Die Fischer; Vil’de nach Victor Hugo, Les Pauvres Gens), Oper 1 Akt, 2 Bilder op. 51 (1895; 1899 Moskau)
- Šalosti sverčka (Grillenstreiche), Ballett (1898 Moskau)
- Zvëzdy (Sterne), Ballett 5 Akte (1898 Moskau)
- Oživlënnye cvety (Erweckte Blüten), Ballett 1 Akt op. 58 (1899 Moskau)
- Doč’ Guduly (Ėsmeral’da) (Gudulas Tochter [Esmeralda]; Alexander Gorski nach Victor Hugo, Notre-Dame de Paris. 1482), Ballett 4 Akte (1902 Moskau)
- zusätzliche Musik zum Ballett Don Quixote von Marius Petipa (Choreographie) und Léon Minkus (Komposition)

Instrumentalmusik
- Ouvertüre, op. 13
- Klavierkonzert, op. 19
- Suite, op. 29
- Klarinettenkonzert, op. 30
- Danse de Bayadères, Fantasie op. 34, o. J.
- Ouvertüre über drei kleinrussische Themen, op. 35
- Nočnoj dozor (Nachtpatrouille), Symphonische Dichtung nach Vasilij Žukovskij op. 36/1
- Fantasia, vc, orch, op. 42
- Grešnica (Die Sünderin), Symphonische Dichtung op. 44 (1892)
- Festouv. über drei russ. Themen zur Eröffnung des Denkmals für den Zaren und Befreier Alexander II. op. 54
- Deux Morceaux für 2 Kl. zu 4 Hdn. op. 60, 1900
- Malen’kaja sjuita (Kleine Suite) für 2 Kl. op. 63 (1902)
- Quartett für 2 Cornets à pistons, AHr. und Posaune in Form einer Sonatine op. 23/1, M. 1928, Muzgiz
- 6 Quintette für 2 Cornets à pistons, 2 AHr. und Posaune, St. M. 1930, Muzykal’nyj sektor

Vokalmusik
- Messe für S, Chor und Orch. op. 22
- Lieder (Aleksandra Gorčakova, Ivan Turgenev, Nikolaj Dobroljubov) op. 27, 1888
- Molitva (Gebet; Michail Lermontov) für Frauenchor, 1888
- Lieder (Aleksej Tolstoj) op. 43, 1891
- Žertvy morja (Die Opfer des Meeres; Paul Ferrier, russisch von Nikolaj Vil’de) op. 48, 1894; bearbeitet für Bariton und Orchester
- Lieder (Aleksej Apuchtin, Nikolaj Arbenin, Dmitrij Merežkovskij, Nikolaj Minskij) op. 55, 1898